# Idulfo di Moyenmoutier
Idulfo di Moyenmoutier (Ratisbona, VII secolo – Moyenmoutier, 707) è stato un vescovo e monaco cristiano tedesco, originario di Ratisbona, monaco e poi corepiscopo di Treviri; è venerato come santo dalla Chiesa cattolica.
Tenne a battesimo santa Ottilia.

## Biografia
Rinunciò all'episcopato per ritirarsi a vita solitaria in un eremo nella valle di Rabodeau, nei Vosgi, e attorno a lui si raccolsero presto numerosi discepoli: fondò per questo il monastero di Moyenmoutier (detto poi di Saint Hidulphe). Nel 1598 ebbe origine la Congregazione benedettina dei Santi Vitone e Idulfo.

## Culto
Memoria liturgica l'11 luglio.
(Martirologio Romano)